# Bagrevand

Expansió

Bagrevand, Bagravand o Bagrauandena fou un districte de l'antiga Armènia a la província o regió de l'Airarat. La capital fou Valarshakert, situada al nord del país a la riba d'un riu que desaigua en el riu Bagrevand.

## Geografia
El seu nom prové del riu Bagrevand que creua el territori. Limita a l'oest amb el Bassèn; al nord amb el Gabelian, Arxarunik i Jataq; a l'est amb el Kagovit i el Tsalkotn; i al sud els districtes de l'Aratsatap, l'Apaquniq i l'Akhiovit, dins la província del Tauruberan.

## Història
El segle iv governaven la regió els Mamiconis (junt amb Taron i Aragadzotn)
El 577 el rei persa Còsroes va enviar un exèrcit a Armènia sota la direcció de Tahm-Khusro. L'exèrcit va triomfar a Kethin (Bagrevand) i al Bassèn i va arribar fins a Teodosiòpolis, on fou rebutjat pel comte romà d'Orient Maurici.
El 645 una expedició àrab dirigida per Habib ben Maslama, va tenir l'ajut del nakharar Vardik de Mokq, i va saquejar Apahunik, Xirak i Bagrevand.
A la gran rebel·lió nacional armènia del 771 Hamzaspes Arzeruni ajudat principalment pels Amatuní i per Vasaces Bagratuní de Taron va atacar Ardjesh, on hi havia una guarnició àrab. El general àrab Amr o Amru va marxar cap allí i va infligir a Hamazasp una derrota total (15 d'abril de 772). Els àrabs es van desplaçar llavors al Bagrevand i van acampar a Ardzeni mentre la notícia de la derrota arribava a Karin on eren la resta dels rebels assetjant la ciutat. El setge de Karin fou aixecat i van decidir anar a vèncer o morir en batalla contra els musulmans. La batalla de Bagrevand va tenir lloc el 25 d'abril del 772 i en ella van morir gairebé tots els nakharark destacats d'Armènia. El domini dels Mamiconis sobre la regió va quedar reduït considerablement, però encara va subsistir almenys un principat fins a la meitat del segle següent.
Vers el 851 el cap de la branca menor dels Arzerunis, Gurguèn fill d'Abubeldj, va fugir a terres del seu oncle matern Kurdik Mamiconi al Bagrevand. El governador musulmà Bogha al-Khabir va anar-hi i va capturar al fill de Kurdik, Gregori Mamiconi, que fou enviat a Samarra, i Kurdik va haver de fugir a Sper, principat bagràtida protegit pels romans d'Orient. Vers el 860 va retornar de Samarra Gregori Mamiconi, i va recobrar la seva herència. Però l'ostikan d'Armènia Muhammad ben Khalib el volia tenir controlat i va ordenar al príncep Asoci I el Gran agafar-lo i portar-li. Gregori va provar d'establir-se a Gazaneaq a la comarca de Bagaleanq, però va morir de sobte als set dies d'arribar i això va evitar a Asoci una situació complicada en la qual no podia desobeir l'ostikan i no volia perjudicar Gregori. Va fer veure que havia complert les ordres enviant el cap del difunt com si fos ell qui li hagués tallat per castigar Gregori de qui va dir que sospitava que es volia passar als romans d'Orient. Asoci fou recompensat amb la cessió del Bagrevand que des de llavors va pertànyer als Bagràtides.
El 910 segons l'historiador conegut com a Asolik, la ciutat de Valarshakert al Bagrevand fou assetjada per Yusuf al-Sadj durant la guerra contra Simbaci I el Màrtir, rei d'Armènia, i fou ocupada. De fet el 914 els sadjides dominaven el Bagrevand i la resta d'Armènia però les accions de la resistència van anar creixent i vers el 915 el Bagrevand va quedar alliberat.
Vers 993 l'emir rawwàdida de l'Azerbaidjan, Mamlan va exigir l'entrega de la ciutat de Malazgird, ocupada per David de Klardjètia. David va demanar l'ajut de Gaguik I d'Armènia, d'Abas, rei de Kars, i de Bagrat III l'unificador d'Abkhàzia. L'emir va entrar a Armènia i va acampar a Kosteanq al nord-est de Mantziciert i va incendiar el Bagrevand, però no va voler lluitar a una sola batalla contra les forces armènies- georgianes i es va retirar als seus dominis.
Vers el 1071 va quedar en poder dels seljúcides.